# Wiktor Saniejew
Wiktor Daniłowicz Saniejew (ros. Виктор Данилович Санеев; ur. 3 października 1945 w Suchumi, zm. 3 stycznia 2022 w Sydney) – radziecki lekkoatleta, trójskoczek, trzykrotny mistrz olimpijski, rekordzista świata, mistrz Europy.

## Życiorys
Zdominował zawody w trójskoku pod koniec lat 60. i przez całe lata 70. Rozpoczął karierę międzynarodową zdobywając srebrny medal na europejskich igrzyskach halowych w 1968 w Madrycie za swym rodakiem Nikołajem Dudkinem. Wielki sukces przyszedł na igrzyskach olimpijskich w 1968 w Meksyku. Był to jeden z najdramatyczniejszych konkursów trójskoku w historii. Do igrzysk rekord świata należał od 1960 do Józefa Szmidta – 17,03 m. W eliminacjach konkursu Włoch Giuseppe Gentile poprawił go na 17,10 m. W finale Gentile ustanowił kolejny rekord – 17,22 m w pierwszej kolejce. Saniejew w trzeciej kolejce skoczył 17,23 m. W piątej kolejce Nelson Prudêncio z Brazylii ustanowił kolejny rekord – 17,27 m. Saniejew w ostatniej szóstej kolejce skoczył 17,39 m, poprawiając po raz czwarty rekord świata podczas finału i zdobywając złoty medal.
Po mistrzostwie olimpijskim przyszła passa zwycięstw. Saniejew zdobył złote medale kolejno na mistrzostwach Europy w 1969 w Atenach, halowych mistrzostwach Europy w 1970 w Wiedniu (rekord świata w hali – 16,95 m), uniwersjadzie w 1970 w Turynie, halowych mistrzostwach Europy w 1971 w Sofii. Na mistrzostwach Europy w 1971 w Helsinkach zdobył srebrny medal przegrywając z Jörgiem Drehmelem z NRD. Zwyciężył na halowych mistrzostwach Europy w 1972 w Grenoble poprawiając swój rekord świata w hali na 16,97 m.
Na igrzyskach olimpijskich w 1972 w Monachium Saniejew obronił tytuł mistrza olimpijskiego zwyciężając wynikiem 17,35 m przed Drehmelem i Prudêncio. Miesiąc później odzyskał utracony w 1971 rekord świata skacząc w Suchumi 17,44 m. Jego rekord utrzymał się trzy lata i został poprawiony o 45 cm przez Brazylijczyka João Carlos de Oliveira.
Zdoby srebrny medal na uniwersjadzie w 1973 w Moskwie. Niespodziewanie na halowych mistrzostwach Europy w 1974 w Göteborgu zajął dopiero 10. miejsce (podczas tych zawodów Michał Joachimowski odebrał mu rekord świata w hali skokiem na odległość 17,03 m). Na mistrzostwach Europy w 1974 w Rzymie Saniejew z wynikiem 17,23 m zapewnił sobie drugi tytuł mistrzowski. Wygrał również na halowych mistrzostwach Europy w 1975 w Katowicach oraz na halowych mistrzostwach Europy w 1976 w Monachium.
Na igrzyskach olimpijskich w 1976 w Montrealu Saniejew dokonał bezprecedensowego wyczynu i jako jedyny dotychczas trójskoczek w historii po raz trzeci zdobył złoty medal olimpijski z wynikiem 17,29 m. Po raz kolejny zwyciężył na halowych mistrzostwach Europy w 1977 w San Sebastián. Na mistrzostwach Europy w 1978 w Pradze zdobył srebrny medal za Jogosłowianiem Milošem Srejoviciem. Nie udało mu się zdobyć czwartego złota olimpijskiego, ale na igrzyskach olimpijskich w 1980 w Moskwie wywalczył srebrny medal za Jaakiem Uudmäe z ZSRR.
Był mistrzem ZSRR w trójskoku w latach 1968–1971, 1973–1975 i 1978. Otrzymał wiele radzieckich odznaczeń państwowych, m.in. Order Lenina w 1972.
Zakończył karierę sportową po igrzyskach w 1980 i zajął się pracą w klubie Dinamo Tbilisi. Później pracował jako trener w Australii. Miał żonę Janę i syna Alexa. Zmarł w Sydney w wieku 76 lat.